# Botsorhel
Botsorhel település Franciaországban, Finistère megyében. Lakosainak száma 428 fő (2022. január 1.). Botsorhel Plougras, Bolazec, Guerlesquin, Lannéanou, Plouégat-Moysan, Scrignac és Plouigneau községekkel határos.

## Népesség
A település népességének változása:
| Lakosok száma | 674  | 563  | 493  | 479  | 458  | 425  | 428  | 428  | 431  | 428  |
|               | 1968 | 1982 | 1999 | 2006 | 2011 | 2015 | 2017 | 2018 | 2020 | 2022 |